# Az álmok tengerén (Bölcsődalok 2)
Az álmok tengerén (Bölcsődalok 2) Bayer Friderika babáknak készült második lemeze.

## Az album dalai[1]
1. Az álmok tengerén (Bayer Friderika-Takács Zsolt-Csuka László)
2. Bimm-bamm (Bayer Friderika-Takács Zsolt-Csuka László)
3. Százlábú (Bayer Friderika-Takács Zsolt-Csuka László)
4. Noé bárkája (Bayer Friderika-Takács Zsolt-Csuka László)
5. Az eső (Bayer Friderika-Takács Zsolt-Csuka László)
6. Aludj el (Bayer Friderika-Takács Zsolt-Csuka László)
7. A hold (Bayer Friderika-Takács Zsolt-Csuka László)
8. Mesehősök (Bayer Friderika-Takács Zsolt-Csuka László)
9. Ne félj (Bayer Friderika-Takács Zsolt-Csuka László)
10. Vártalak (Bayer Friderika-Takács Zsolt-Csuka László)
11. Áldott legyél (Bayer Friderika-Takács Zsolt-Csuka László)

## Közreműködtek
- Bayer Friderika - ének, vokál
- Tóth Géza - próza
- Takács Zsolt - billentyűs hangszerek
- Varga Szabolcs - hangszerelés